# Амареш (район)
Амареш (порт. Amares) — район (фрегезия) в Португалии, входит в округ Брага. Является составной частью муниципалитета Амареш. Находится в составе крупной городской агломерации Большое Минью. По старому административному делению входил в провинцию Минью. Входит в экономико-статистический субрегион Каваду, который входит в Северный регион. Население составляет 1293 человека на 2001 год. Занимает площадь 1,65 км².
Покровителем района считается Иисус Христос (порт. Divino Salvador).